# Gare du Thor
Gare du Thor – stacja kolejowa w Le Thor, w departamencie Vaucluse, w regionie Prowansja-Alpy-Lazurowe Wybrzeże, we Francji.
Została otwarta w 1868 przez Compagnie des chemins de fer de Paris à Lyon et à la Méditerranée. Jest stację Société nationale des chemins de fer français (SNCF), obsługiwaną przez pociągi TER Provence-Alpes-Côte d’Azur.

## Położenie
Stacja znajduje się na linii Awinion – Miramas, w km 18,876, na wysokości 59 m, pomiędzy stacjami Gadagne i L'Isle - Fontaine-de-Vaucluse.

## Linie kolejowe
- Awinion – Miramas